# Страна чудес Вилли
«Страна чудес Вилли» (англ. Willy’s Wonderland) — американский комедийный фильм ужасов режиссёра Кевина Льюиса с Николасом Кейджем в главной роли. Изначально фильм должен был выйти в кинопрокат 30 октября 2020 года и быть выпущенным компанией Screen Media Films. Но из-за пандемии COVID-19 фильм вышел в формате видео по запросу 12 февраля 2021 года.

## Сюжет
Когда у машины спустило колесо на отдаленной проселочной дороге, тихий бродяга оказывается в затруднительном положении в отдалённом городке Хейсвилл, штат Невада. Механик Джед Лав подбирает незнакомца и буксирует его машину в город, но тот не может заплатить за ремонт в 1 тыс. долларов, поскольку у него нет наличных, а снять деньги с карточки нельзя из-за неработающих банкоматов. Владелец некогда успешного и ныне заброшенного семейного развлекательного центра «Страна чудес Вилли» Текс Макаду предлагает ему в обмен на оплату ремонта поработать в его заведении уборщиком в ночную смену. Затем Текс и Джед оставляют его запертым в здании. Тем временем из-за попыток сжечь «Страну чудес Вилли» на подростка Лив Хоторн надевает наручники её опекун и шериф Хейсвилла Элоиза Лунд. Когда она уходит, друзья Лив Крис Мули, Кэти Барнс, Аарон Пауэрс, Боб Макдэниел и Дэн Лоррейн приходят и освобождают Лив.
Когда Уборщик приступает к своим обязанностям, выясняется, что восемь уже иссохших аниматронных талисманов ресторана (Ласка Вилли, Аллигатор Арти, Хамелеон Кэмми, Страус Оззи, Рыцарь, Черепаха Тито, Горилла Гас и Сирена Сара) разумны и способны на убийство. Оззи нападает на Уборщика, который до смерти забивает его шваброй. Пока её друзья обливают периметр здания бензином, Лив решает проникнуть в «Страну Чудес» через вентиляционные отверстия, чтобы вывести Уборщика. Тем временем на него в туалете нападает Гас; он убивает его, втоптав его лицо в писсуар. В вентиляции Лив преследует Арти, но она убегает в комнату, оформленную в сказочном стиле, где Сара нападает на неё. Лив удается отбиться от неё и встречает Уборщика, который игнорирует её предупреждения об аниматрониках и отказывается уходить.
Снаружи друзья Лив взбираются на крышу, которая рушится, и они падают в здание. Пока Уборщик убирает кухню, Лив объясняет ему, что «Страна чудес Вилли» изначально принадлежала печально известному серийному убийце Джерри Роберту Уиллису и его семи напарникам, которые часто убивали ничего не подозревающие семьи во время шоу «Super Happy Fun Room», на самом деле являвшегося ловушкой, измывались над телами и поедали их трупы. Когда власти вышли на их след, маньяки совершили сатанинский ритуал для переселения своих душ в аниматроников, прежде чем совершить самоубийство. Несколько аниматроников нападают на подростков: Рыцарь пронзает Аарона своим мечом, Сара и Тито пожирают Дэна заживо, а Арти забивает занимающихся любовью Кэти и Боба. Уборщик обезглавливает Рыцаря и ломает челюсти Арти, убивая их обоих. Преследуемый Кэмми в аркаде, Крис зовёт на помощь Лунд; она отправляется в центр с заместителем шерифа Эваном Олсоном с целью спасти Лив. По дороге Лунд рассказывает Эвану, что после закрытия «Страны чудес Вилли» аниматроники продолжали убивать людей в Хейсвилле, пока она, Текс и Джед не заключили с ними сделку: на протяжении многих лет они обманом заставляли случайных путешественников убирать здание, в обмен на что аниматроники не будут заниматься серийными убийствами. Родители Лив были среди жертв, ей самой чудом удалось выжить, и виновная в случившемся Лунд удочерила её.
Когда Уборщик и Лив прибывают в зал игровых автоматов, Кэмми ломает Крису шею и убивает его. Они ослабляют Кэмми и пытаются уйти, прежде чем Лунд и Эван останавливают их. Лунд надевает наручники на Уборщика и оставляет его умирать, пока Эван забирает Лив. Во время езды Эван подвергается нападению со стороны проникнувшего в машину Тито, когда Лив ранит монстра и убегает. Вернувшись в ресторан, Уборщик уничтожает Сару и откручивает Кэмми голову. В ярости Лунд пытается заманить Вилли, чтобы убить Уборщика, но аниматроник разрывает её  пополам. Вилли и Уборщик сражаются друг с другом, пока человек не отрывает аниматронику голову.
На следующее утро Текс и Джед возвращаются в здание и обнаруживают, что оно чистое и зачищено от аниматроников. Уборщик получает отремонтированный автомобиль и приглашает Лив сопровождать его. Пока Текс и Джед обсуждают планы по открытию «Страны чудес Вилли», внезапно появляется Сара и поджигает их машину бензином. Все трое погибли в результате мощного взрыва, который также разрушил весь ресторан. Когда восходит солнце, Уборщик и Лив выезжают из Хейсвилла, по пути натыкаясь на бродячего Тито и убивая его, тем самым покончив с одержимыми аниматрониками.

## В ролях
- Николас Кейдж — Уборщик
- Эмили Тоста — Лив Хоторн
- Бет Грант — шериф Элоиза Лунд
- Дэвид Шефталл — Эван Олсон
- Кай Кадлец — Крис Мьюли
- Кэйли Кауэн — Кэти Барнс
- Терэйл Хилл — Боб МакДэниел
- Кристиан Дельгроссо — Аарон Пауэрс
- Джонатан Мерседес — Дэн Лоррейн
- Рик Райц — Текс Макаду
- Крис Уорнер — Джед Лав
- Грант Крамер — Джерри Роберт Уиллис
- Крис Падилла — Джим Хоторн
- Ольга Крамер — Джуди Хоторн
- Юрий Станек — Вилли Уизел
- Тейлор Тауэри — Кэмми Хамелеон
- Кристофер Брэдли — Арти Аллигатор
- Крис Шмидт — Тито Черепаха
- Джессика Грейвз — Сирена Сара
- Дьюк Джексон — Рыцарь
- Остин Перес — Гасс Горилла
- Би Джей Гайер — Оззи Страус
- Émoi — голос Вилли Уизела
- Марк Гальярди — голос Гасса Гориллы
- Абель Ариос — голос Тито Черепахи
- Мэдисон Ли — голос Кэмми Хамелеон

## Создание
О фильме впервые было объявлено в октябре 2019 года компанией Screen Media Films после того, как сценарист и продюсер Дж. О. Парсонсу посоветовали создать фильм, чтобы расширить свою карьеру, но он был недоволен из-за его первой попытки 1-минутного короткометражного фильма под названием «Wally’s Wonderland». Парсонс поместил сценарий в «Черновик», стремясь сделать его полноценным фильмом. Вскоре после этого Deadline Hollywood подтвердил, что Николас Кейдж присоединился к актёрскому составу после того, как сценарий, ставший популярным на сайте, привлек его внимание. Кейдж также согласился спродюсировать фильм вместе с продюсерами Джереми Дэвисом и опытным актёром, ставшим продюсером Грантом Крамером, в сотрудничестве с Майком Найлоном. Кевин Льюис был нанят в качестве режиссёра, в то время как актёры, в том числе Эмили Тоста, Бет Грант и Рик Рейц, присоединились в феврале 2020 года.
После анонса фильм получил небольшой культ, многие сравнивали его с серией видеоигр Five Nights at Freddy’s, хотя Парсонс и Льюис отрицают какое-либо сходство. Пользовательский автомат для игры в пинбол, показанный в фильме, был основан на столе Готтлиба 1982 года Devil’s Dare. Некоторые изменения были также внесены во время производства, название было изменено с «Wally’s Wonderland» на «Willy’s Wonderland» из-за юридических проблем, в то время как оригинальные аниматронные персонажи пёс Дуглас Дог, Поли Пингвин, Медведь Медведь, Пират Пит и Реджина Кролик были заменены на Арти Аллигатора, Тито Черепаху, Гасса Гориллу, Рыцаря и Кэмми Хамелеона.
Основные съёмки начались в феврале 2020 года в течение месяца в разных частях Атланты, штат Джорджия. Команда использовала для съёмок заброшенный боулинг в торговом центре Sprayberry Crossing в Ист-Коббе, Мариетта, для создания вымышленного семейного развлекательного центра «Willy’s Wonderland», оборудовав огромный базовый лагерь с жилыми помещениями. Специальные эффекты для фильма были созданы художником постановщиком Молли Коффи, чей опыт в дизайне и изготовлении кукол помог создать визуальное движение и внешний вид восьми аниматронных персонажей.

## Выпуск
Изначально премьера фильма была запланирована на 30 октября 2020 года, но в связи с пандемией COVID-19 перенесена на неопределённый период. 15 января 2021 года стало известно, что картина будет доступна с 12 февраля через систему Video on Demand.

## Критика
На агрегаторе Rotten Tomatoes фильм имеет рейтинг одобрения 64 % на основе 61 рецензии, при этом средняя оценка составляет 5,9/10. Консенсус кинокритиков сервиса гласит: «Страна чудес Вилли» оказалась не такой интересной, как многие ждали, но победа Николаса Кейджа над аниматрониками приятно удивляет". На Metacritic фильм получил «смешанные отзывы» со средней оценкой 42 балла из 100 на основе 12 критических статей.
Кинокритик Variety Оуэн Глейберман дал фильму положительный обзор. Он посчитал его вызывающе нестандартным и в некотором роде довольно хитрым фильмом ужасов в стиле гранж, триллером, который знает, насколько он нелеп. Из объектов вдохновения создателей он выделил фильмы «Лепрекон», «Две тысячи маньяков» и «Смертельная забава»..
Обозреватель RogerEbert.com Брайан Таллерико поставил фильму 1 звезду из 5 возможных. По его мнению «Страна чудес Вилли» похожа на фильм, задуманный во время пьянки. Также он отметил тональность сиквелов франшиз «Пятницы, 13-е» и «Кошмара на улице Вязов» и раскритиковал слабые элементы экшена, хоррора и сценарий.

## Возможныйсиквел
В интервью Дж. О. Парсонс заявил, что у него есть идея для продолжения, если фильм получит достаточную поддержку. В феврале 2021 года было заявлено, что сиквел активно обсуждается.